# كارول كوينتون
كارول كوينتون (بالإنجليزية: Carole Quinton) هي عداءة سريعة بريطانية، ولدت في 11 يوليو 1936 في رغبي في المملكة المتحدة.

## وصلات خارجية
- كارول كوينتون على موقع الاتحاد الدولي لألعاب القوى (الإنجليزية)
- كارول كوينتون على موقع أوليمبيديا (الإنجليزية)
- كارول كوينتون على موقع اللجنة الأولمبية البريطانية (الإنجليزية)